# Manicur

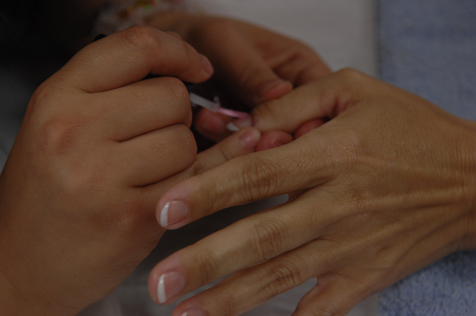
Una manicura treballant

Perfilant l'ungla amb una llima

El manicur (en femení manicura) és la persona que té com a ofici la cura i l'embelliment de les mans i, en especial, la cura i la pintura de les ungles, ocupació coneguda amb el nom de manicura.
Els qui s'hi dediquen treballen en establiments destinats a l'embelliment de les persones com els centres d'estètica i/o de perruqueria. Entre les seves ocupacions es troben el tall, la neteja i el poliment de les ungles dels clients, tant les de les mans com les dels peus. Per a això, primer retiren, si és el cas, la pintura anterior utilitzant acetona o un líquid similar. Després, tallen i perfilen la forma de les ungles amb les tisores i una llima. Per estovar les cutícules de l'ungla s'ajuden d'aigua i oli, i per netejar-les d'asprors i retallar-les utilitzen ganivets i tisores especials.
Altres activitats dels manicurs i les manicures consisteixen a emblanquir l'interior de les ungles utilitzant pasta blanca, i també polir i abrillantar les ungles dels clients.
Si els clients o clientes es volen pintar les ungles, els manicurs els assessoraran sobre el color, segons la seva tipologia i personalitat i el que desitgin expressar amb les mans. Finalment, els manicurs s'encarreguen de col·locar pròtesis d'ungles de tota mena: aerògraf, gel amb calci, porcellana, etc.